# Walnut Grove (Misisipi)
Walnut Grove es un pueblo del Condado de Leake, Misisipi, Estados Unidos. Según el censo de 2000 tenía una población de 488 habitantes y una densidad de población de 235.5 hab/km².

## Demografía
Según el censo de 2000, había 488 personas, 215 hogares y 127 familias residiendo en la localidad. La densidad de población era de 235,5 hab./km². Había 239 viviendas con una densidad media de 115,3 viviendas/km². El 57,38% de los habitantes eran blancos, el 40,78% afroamericanos, el 0,20% amerindios, el 0,20% isleños del Pacífico y el 1,43% pertenecía a dos o más razas. El 0,41% de la población eran hispanos o latinos de cualquier raza.
Según el censo, de los 215 hogares en el 31,6% había menores de 18 años, el 35,3% pertenecía a parejas casadas, el 20,9% tenía a una mujer como cabeza de familia, y el 40,5% no eran familias. El 36,7% de los hogares estaba compuesto por un único individuo, y el 14,9% pertenecía a alguien mayor de 65 años viviendo solo. El tamaño promedio de los hogares era de 2,27 personas y el de las familias de 3,00.
La población estaba distribuida en un 29,1% de habitantes menores de 18 años, un 6,8% entre 18 y 24 años, un 26,0% de 25 a 44, un 22,5% de 45 a 64, y un 15,6% de 65 años o mayores. La media de edad era 36 años. Por cada 100 mujeres había 86,3 hombres. Por cada 100 mujeres de 18 años o más, había 79,3 hombres.
Los ingresos medios por hogar en la localidad eran de 21.719 dólares ($), y los ingresos medios por familia eran 27.981 $. Los hombres tenían unos ingresos medios de 21.667 $ frente a los 26.000 $ para las mujeres. La renta per cápita para la ciudad era de 11.851 $. El 29,8% de la población y el 25,2% de las familias estaban por debajo del umbral de pobreza. El 47,1% de los menores de 18 años y el 15,1% de los habitantes de 65 años o más vivían por debajo del umbral de pobreza.

## Geografía
Según la Oficina del Censo de los Estados Unidos, la localidad tiene un área total de 2,1 km², todos ellos correspondientes a tierra firme.